# Rubus stellatus
Rubus stellatus là loài thực vật có hoa trong họ Hoa hồng. Loài này được Sm. miêu tả khoa học đầu tiên năm 1791.